# Federação Espírita Portuguesa
A Federação Espírita Portuguesa (FEP) é a entidade representativa do movimento espírita em Portugal junto ao Conselho Espírita Internacional (CEI).

## História

### Antecedentes
A génese do movimento espírita no país remonta a reuniões familiares de experimentação e a livros e revistas adquiridos por portugueses com contatos com a França desde a segunda metade do século XIX.
As primeiras edições dos primeiros livros da Codificação Espírita de Allan Kardec vieram a público em Portugal em 1882, como parte da "Biblioteca Ilustrada de Estudos Psichológicos", lançada pela Tipografia Modesto & C., na Calçada do Tijolo nº 39, em Lisboa.

### O I Congresso Espírita Português

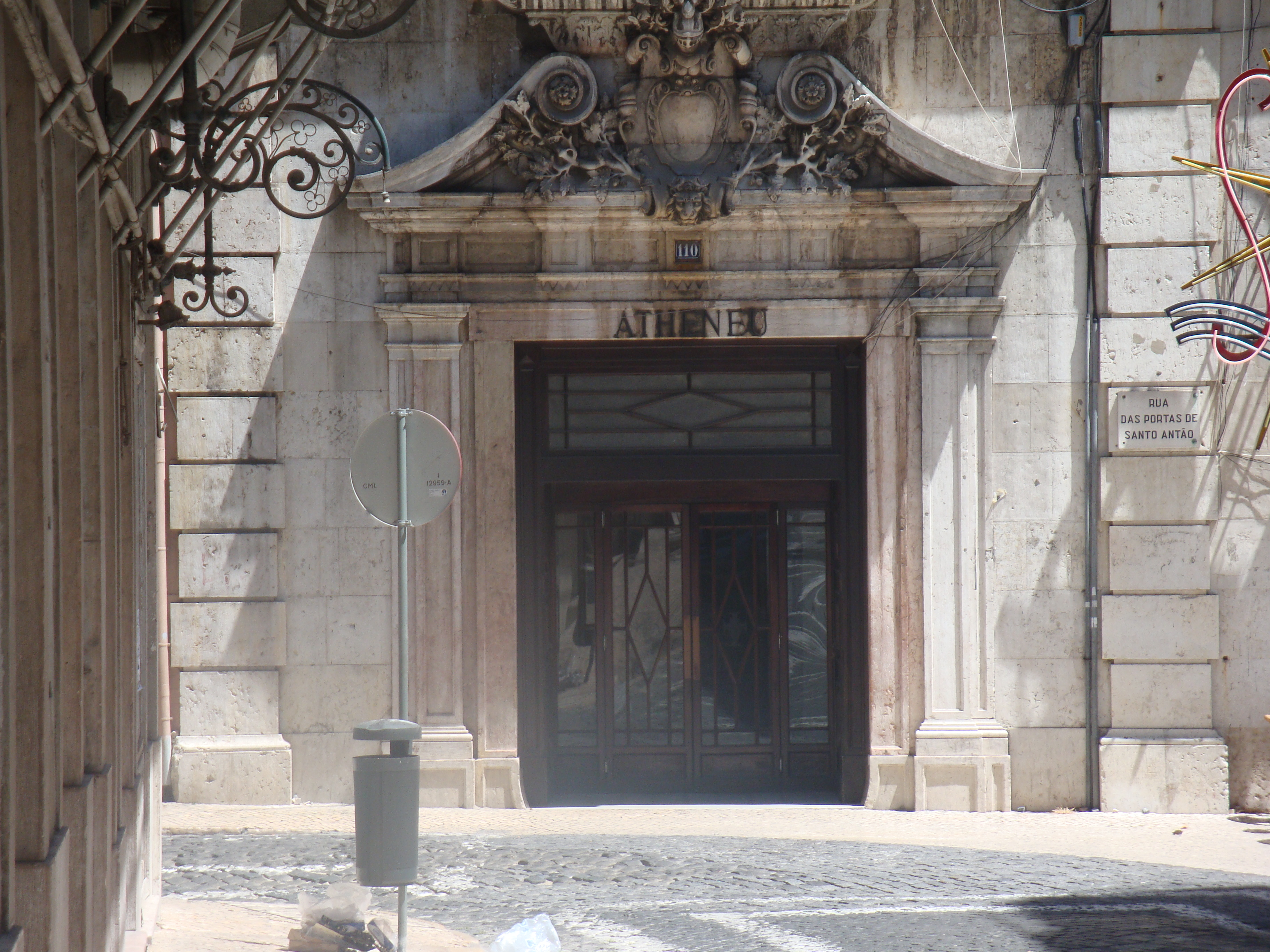
Ateneu Comercial de Lisboa.

A União Espírita Algarvia foi uma das primeiras entidades formadas em torno da doutrina espírita em Portugal, tendo sido a responsável pela organização, no Algarve, dos dois primeiros congressos espíritas no país, ainda a nível regional.
Dada a boa receptividade a esses eventos e conforme mobilização em que teve papel expressivo o periódico algarvio "Ecos do Além", foi organizado na capital do país o I Congresso Espírita Português, que teve lugar no Ateneu Comercial de Lisboa, nos dias 15, 16, 17 e 18 de Maio de 1925. A afluência de público e a qualidade das comunicações apresentadas foram elevadas, o que se repercutiu, de modo geral, na imprensa daquela cidade. Entre os nomes então presentes, destacavam-se:
- Afonso Acácio Martins Velho (advogado e escritor);
- Adolfo Bernardino de Sena Marques e Cunha (docente da Faculdade de Ciências de Lisboa);
- Amélia dos Santos Costa Cardia (médica e escritora);
- António Joaquim Freire (médico e escritor);
- António Eduardo Lobo Vilela (matemático e escritor);
- Artur Sangreman Henriques (major do Exército Português);
- João Catanho de Menezes (advogado e político);
- João José da Silva (magistrado);
- Leonardo Coimbra (filósofo, professor e político);
- Maria O'Neill (docente da Faculdade de Ciências de Lisboa e escritora);
- Pedro Cardia (jornalista);
- Viriato Zeferino Passaláqua (general do Exército Português).

O evento foi referido à época como:
"O I Congresso Espírita Português, realizado em Lisboa nos dias 15, 16, 17 e 18 de Maio de 1925, foi, sem lisonja, uma admirável congregação de esforços, donde resultou um brilhantismo invulgar, a que toda a imprensa diária da capital prestou justas homenagens, pela elevação científica e moral que presidiu à discussão das teses apresentadas."

### A fundação da Federação Espírita Portuguesa
Cerca de um ano mais tarde, a 26 de maio de 1926, curiosamente dois dias antes da revolução do 28 de Maio, constituiu-se a Federação Espírita Portuguesa, com a condução do processo legal a cargo de António Joaquim Freire. Os seus propósitos estatutários eram os de promover a divulgação da Doutrina Espírita, a união dos espíritas portugueses, e o combate aos charlatães oportunistas que já então usavam indevidamente o qualificativo de "espírita" para iludirem os incautos e que faziam da mediunidade paga, e de outros expedientes, o seu modo de vida. A instituição foi inaugurada em sessão solene a 31 de julho de 1926, sendo António Freire o responsável pela nomeação do seu primeiro presidente, o Dr. Afonso Acácio Martins Velho.
A entidade organizava cursos de ciências psíquicas, conferências e saraus, e editava a "Revista de Espiritismo" ("Revista de Metapsicologia" ?), seu órgão oficial, fundada ainda em 1926. Editava ainda o jornal "O Mensageiro Espírita". Implantou um laboratório de estudos metapsíquicos e uma biblioteca aberta ao público, com uma sala de leitura e empréstimo domiciliar de obras. Aos sócios admitidos era cobrada uma quota mensal, e a sua organização era constituída por uma Direcção, um Conselho Fiscal, uma Junta Consultiva, um Conselho Superior Deliberativo e uma Assembleia Geral.

### A busca de uma sede
A sede da Federação, inicialmente à travessa André Valente nº 7 em Lisboa, foi transferida para a rua da Assunção nº 58, na mesma cidade. Sendo insuficientes estas instalações, em 1 de janeiro de 1931 foi transferida para a Costa do Castelo nº 68/1º andar, em Lisboa. Entretanto, um grupo de espíritas contraíra um empréstimo sem juros (8 de agosto de 1928) para a aquisição de um terreno para a construção de uma sede própria, abrindo-se uma subscrição para angariação de fundos para esse fim. Neste processo destacou-se Firmino de Assunção Teixeira (que viria a ser nomeado pela FEP como "sócio-benemérito") que legou à FEP um grande edifício situado na rua da Palma nºs 251-263. Contudo, o prédio necessitava de obras, e a FEP, reduzida a proveitos de quotas e pequenos donativos, não podia fazer face a semelhante encargo, pelo que decidiram arrendar o imóvel à empresa do Cinema Rex, e arrendar uma casa mais modesta na Rua de S. Bento, na mesma cidade.

### Crises internas
Ao longo de sua existência, a instituição não ficou imune a momentos de crise em termos de gestão. Os períodos mais difíceis foram dois. O primeiro decorreu, na década de 1940 do afastamento de António Freire, por discordância com as decisões de alguns do elementos que compunham a Direção, alguns anos mais tarde. Posteriormente a esse desligamento, Freire publicou uma carta aberta na revista Além, da SPIP, onde fala acerca da sua expulsão (ocorrida após o seu desligamento) e da do Dr. António Eduardo Lobo Vilela do quadro de sócios da FEP. Nela referia a ação dos elementos daquela Direção, o inexplicável atraso nos pagamentos do legado de Firmino Teixeira às associações espíritas, e a ausência de devida prestação de contas daquela Federação aos seus associados. Mais tarde, após ter retornado ao movimento, em 1950, o mesmo Freire subscreveu, com outros elementos responsáveis pela fundação da Federação, um abaixo-assinado, pedindo uma Assembleia-Geral para eleição de novos Corpos Sociais, o que veio a acontecer. Entretanto, ainda insatisfeito com o movimento federativo português, veio a afastar-se.

### Ilegalização e espoliação das associações espíritas em 1953
Desde o início do Estado Novo que o Espiritismo não sofrera interferência de maior por parte do governo salazarista. No entanto, é de supor que o regime, no mesmo espírito que o levara a proibir a maçonaria portuguesa, considerasse o movimento espírita com extrema reserva, desconfiança e desagrado, por ser notoriamente condenado pela Igreja Católica e por constituir um potencial refúgio ou rede de opositores políticos, à semelhança do que acontecera também com o movimento de renascimento judaico no Porto, liderado pelo perseguido capitão Barros Basto e do que viria a suceder com o movimento cineclubista em Portugal.
Em 1952, estalou uma polémica entre comentaristas de dois órgãos da imprensa católica — Rádio Renascença e o jornal Novidades — e um dirigente espírita, que ia respondendo aos ataques, colocando-se a FEP no centro de atenções perigosamente indesejadas. Em 1953, no decurso de um pedido da aprovação da abertura de um laboratório de investigações parapsicológicas e da aprovação de novos Estatutos da FEP, que foram liminarmente indeferidos, o Ministério do Interior, aproveitou a oportunidade que ingenuamente lhe era estendida para desferir o golpe fatal e, entre outras medidas, suspender a personalidade jurídica da FEP e, anticonstitucionalmente, determinar o confisco do património das entidades espíritas no país, como por exemplo, o prédio de que a FEP era proprietária na rua da Palma e o da Sociedade Portuense de Investigações Psíquicas (SPIP), na rua Álvares Cabral nºs 22-26, no Porto.
Desse modo, na manhã de 7 de dezembro de 1953, a polícia invadiu a sede da FEP, confiscando-lhe todos os bens e propriedades, que foram entregues à Santa Casa da Misericórdia de Lisboa que, por sua vez, os entregou à Casa Pia, perdendo-se a valiosa biblioteca, com um acervo, à época, estimado em mais de 12.000 volumes. No entanto, a documentação administrativa da FEP, foi entregue em 1963 à guarda do Arquivo da Torre do Tombo, onde se encontra actualmente.
Interditado o direito de reunião e de associação no país, dois periódicos congregam os espíritas portugueses: a revista "Estudos Psíquicos" (sob a direção de Isidoro Duarte Santos, então tenente da Marinha Portuguesa) e a revista "Fraternidade" da Associação de Beneficência Fraternidade (sob a direção de Eduardo Matos, lançada em 1964 e que ainda subsiste).

### O pós-25 de Abril
Com a Revolução de 25 de Abril, que veio restaurar as liberdades cívicas e a democracia no país, o movimento espírita - mesmo perdidas as suas antigas lideranças - volta a reagrupar-se, reorganizando-se associativamente. Tem papel fundamental nesse momento a reorganização da FEP e as revistas "Estudos Psíquicos" e "Fraternidade".
Um requerimento de duas páginas, datado de 16 de dezembro de 1974, solicita ao Estado Português a restituição do vasto património da FEP alienado pela Ditadura Salazarista, mas nunca teve qualquer resposta.
Apoiando o renascimento do movimento espírita português, chegaram em visitas de divulgação nomes prestigiados do movimento no Brasil, como por exemplo Divaldo Pereira Franco, Irineu Gasparetto, Ariston Santana Teles, Newton Boechat, Henrique Rodrigues, Jorge Rizzini e outros.
No início da década de 1980, é lançado o "Jornal Espírita", em Viseu, que ainda existe, publicado pela Associação Social Cultural Espiritualista de Viseu. Ao mesmo tempo, o Centro Espírita Perdão e Caridade, de Lisboa, começa a editar as obras de Allan Kardec no país.